# 谢尔盖·卡塔索诺夫
谢尔盖·米哈伊洛维奇·卡塔索诺夫（羅馬化：Sergey Mikhaylovich Katasonov；1963年5月1日—）是俄罗斯政治人物，第六届和第七届国家杜马议员
1985年，他毕业于奥伦堡农业学院（后来的奥伦堡国立农业大学）。随后，他在该大学任教。2004年，他当选奥伦堡市议会议员。2006年，他代表统一俄罗斯党当选第四届奥伦堡州立法议会议员。2010年，他加入俄罗斯自由民主党。次年，他当选第六届国家杜马议员。2016年，他连任第七届国家杜马议员。